# Eleições autárquicas portuguesas de 2005 no distrito de Aveiro
| Eleições autárquicas portuguesas de 2005 Distritos: Aveiro \| Beja \| Braga \| Bragança \| Castelo Branco \| Coimbra \| Évora \| Faro \| Guarda \| Leiria \| Lisboa \| Portalegre \| Porto \| Santarém \| Setúbal \| Viana do Castelo \| Vila Real \| Viseu \| Açores \| Madeira |

## Resultados por Concelho
Os resultados nos Concelhos do Distrito de Aveiro foram os seguintes:

### Águeda
| Partido                 | Partido                        | Votos  | %               | +/-   | Vereadores | +/-     |
| ----------------------- | ------------------------------ | ------ | --------------- | ----- | ---------- | ------- |
|                         | Partido Socialista             | 11 369 | 44,31 / 100,00  | 10,64 | 4 / 7      | 2       |
|                         | Partido Social Democrata       | 10 253 | 39,96 / 100,00  | 18,00 | 3 / 7      | 2       |
|                         | Partido Popular                | 1 432  | 5,58 / 100,00   | -     | 0 / 7      | -       |
|                         | Coligação Democrática Unitária | 835    | 3,25 / 100,00   | 1,11  | 0 / 7      | Estável |
|                         | Bloco de Esquerda              | 551    | 2,15 / 100,00   | -     | 0 / 7      | -       |
| Votos Inválidos         | Votos Inválidos                | 1 215  | 4,73 / 100,00   | 0,72  |            |         |
| Total                   | Total                          | 25 655 | 100,00 / 100,00 |       | 7 / 7      |         |
| Eleitorado/Participação | Eleitorado/Participação        | 41 809 | 61,36 / 100,00  | 1,12  |            |         |

### Albergaria-a-Velha
| Partido                 | Partido                        | Votos  | %               | +/-   | Vereadores | +/-     |
| ----------------------- | ------------------------------ | ------ | --------------- | ----- | ---------- | ------- |
|                         | Partido Social Democrata       | 7 633  | 57,20 / 100,00  | 14,86 | 4 / 7      | Estável |
|                         | Partido Popular                | 3 087  | 23,13 / 100,00  | 18,06 | 2 / 7      | 1       |
|                         | Partido Socialista             | 1 600  | 11,99 / 100,00  | 3,73  | 1 / 7      | 1       |
|                         | Coligação Democrática Unitária | 283    | 2,12 / 100,00   | 0,82  | 0 / 7      | Estável |
|                         | Bloco de Esquerda              | 246    | 1,84 / 100,00   | 1,06  | 0 / 7      | Estável |
| Votos Inválidos         | Votos Inválidos                | 495    | 3,71 / 100,00   | 0,93  |            |         |
| Total                   | Total                          | 13 344 | 100,00 / 100,00 |       | 7 / 7      |         |
| Eleitorado/Participação | Eleitorado/Participação        | 20 162 | 66,18 / 100,00  | 0,09  |            |         |

### Anadia
| Partido                 | Partido                        | Votos  | %               | +/-  | Vereadores | +/-     |
| ----------------------- | ------------------------------ | ------ | --------------- | ---- | ---------- | ------- |
|                         | Partido Social Democrata       | 9 867  | 61,40 / 100,00  | 1,79 | 5 / 7      | Estável |
|                         | Partido Socialista             | 4 045  | 25,17 / 100,00  | 2,47 | 2 / 7      | Estável |
|                         | Partido Popular                | 712    | 4,43 / 100,00   | 5,27 | 0 / 7      | Estável |
|                         | Coligação Democrática Unitária | 641    | 3,99 / 100,00   | 1,19 | 0 / 7      | Estável |
| Votos Inválidos         | Votos Inválidos                | 806    | 5,02 / 100,00   | 0,17 |            |         |
| Total                   | Total                          | 16 071 | 100,00 / 100,00 |      | 7 / 7      |         |
| Eleitorado/Participação | Eleitorado/Participação        | 27 043 | 59,43 / 100,00  | 0,60 |            |         |

### Arouca
| Partido                 | Partido                        | Votos  | %               | +/-   | Vereadores | +/-     |
| ----------------------- | ------------------------------ | ------ | --------------- | ----- | ---------- | ------- |
|                         | Partido Socialista             | 5 282  | 35,05 / 100,00  | 18,89 | 3 / 7      | 2       |
|                         | PSD-CDS-PPM                    | 4 915  | 32,61 / 100,00  | -     | 2 / 7      | -       |
|                         | Unidos por Arouca              | 3 426  | 22,73 / 100,00  | Novo  | 2 / 7      | Novo    |
|                         | Coligação Democrática Unitária | 949    | 6,30 / 100,00   | 4,86  | 0 / 7      | Estável |
| Votos Inválidos         | Votos Inválidos                | 499    | 3,31 / 100,00   | 0,48  |            |         |
| Total                   | Total                          | 15 071 | 100,00 / 100,00 |       | 7 / 7      |         |
| Eleitorado/Participação | Eleitorado/Participação        | 20 571 | 73,26 / 100,00  | 0,49  |            |         |

### Aveiro
| Partido                 | Partido                        | Votos  | %               | +/-   | Vereadores | +/-     |
| ----------------------- | ------------------------------ | ------ | --------------- | ----- | ---------- | ------- |
|                         | PSD-CDS                        | 16 644 | 47,52 / 100,00  | -     | 5 / 9      | -       |
|                         | Partido Socialista             | 13 780 | 39,34 / 100,00  | 11,24 | 4 / 9      | 1       |
|                         | Coligação Democrática Unitária | 1 541  | 4,40 / 100,00   | 0,93  | 0 / 9      | Estável |
|                         | Bloco de Esquerda              | 1 235  | 3,53 / 100,00   | -     | 0 / 9      | -       |
| Votos Inválidos         | Votos Inválidos                | 1 828  | 5,21 / 100,00   | 1,42  |            |         |
| Total                   | Total                          | 35 028 | 100,00 / 100,00 |       | 9 / 9      |         |
| Eleitorado/Participação | Eleitorado/Participação        | 61 770 | 56,71 / 100,00  | 1,10  |            |         |

### Castelo de Paiva
| Partido                 | Partido                        | Votos  | %               | +/-   | Vereadores | +/-     |
| ----------------------- | ------------------------------ | ------ | --------------- | ----- | ---------- | ------- |
|                         | Partido Social Democrata       | 5 320  | 47,11 / 100,00  | 12,30 | 4 / 7      | Estável |
|                         | Partido Socialista             | 5 257  | 46,56 / 100,00  | 8,78  | 3 / 7      | Estável |
|                         | Bloco de Esquerda              | 195    | 1,73 / 100,00   | 1,44  | 0 / 7      | Estável |
|                         | Coligação Democrática Unitária | 150    | 1,33 / 100,00   | 0,65  | 0 / 7      | Estável |
|                         | Partido Popular                | 57     | 0,50 / 100,00   | -     | 0 / 7      | -       |
| Votos Inválidos         | Votos Inválidos                | 313    | 2,78 / 100,00   | 0,95  |            |         |
| Total                   | Total                          | 11 292 | 100,00 / 100,00 |       | 7 / 7      |         |
| Eleitorado/Participação | Eleitorado/Participação        | 14 306 | 78,93 / 100,00  | 2,10  |            |         |

### Espinho
| Partido                 | Partido                        | Votos  | %               | +/-  | Vereadores | +/-     |
| ----------------------- | ------------------------------ | ------ | --------------- | ---- | ---------- | ------- |
|                         | Partido Socialista             | 9 208  | 44,92 / 100,00  | 0,80 | 4 / 7      | Estável |
|                         | PSD-CDS                        | 7 784  | 37,97 / 100,00  | -    | 3 / 7      | -       |
|                         | Coligação Democrática Unitária | 1 460  | 7,12 / 100,00   | 1,45 | 0 / 7      | Estável |
|                         | Bloco de Esquerda              | 590    | 2,88 / 100,00   | -    | 0 / 7      | -       |
|                         | Força Espinho                  | 463    | 2,26 / 100,00   | Novo | 0 / 7      | Novo    |
| Votos Inválidos         | Votos Inválidos                | 995    | 4,85 / 100,00   | 0,36 |            |         |
| Total                   | Total                          | 20 500 | 100,00 / 100,00 |      | 7 / 7      |         |
| Eleitorado/Participação | Eleitorado/Participação        | 30 281 | 67,70 / 100,00  | 4,12 |            |         |

### Estarreja
| Partido                 | Partido                        | Votos  | %               | +/-   | Vereadores | +/-     |
| ----------------------- | ------------------------------ | ------ | --------------- | ----- | ---------- | ------- |
|                         | PSD-CDS                        | 8 722  | 64,70 / 100,00  | 17,35 | 5 / 7      | 1       |
|                         | Partido Socialista             | 3 566  | 26,45 / 100,00  | 17,64 | 2 / 7      | 1       |
|                         | Coligação Democrática Unitária | 624    | 4,63 / 100,00   | 0,35  | 0 / 7      | Estável |
| Votos Inválidos         | Votos Inválidos                | 568    | 4,21 / 100,00   | 0,62  |            |         |
| Total                   | Total                          | 13 480 | 100,00 / 100,00 |       | 7 / 7      |         |
| Eleitorado/Participação | Eleitorado/Participação        | 22 940 | 58,76 / 100,00  | 0,27  |            |         |

### Ílhavo
| Partido                 | Partido                        | Votos  | %               | +/-  | Vereadores | +/-     |
| ----------------------- | ------------------------------ | ------ | --------------- | ---- | ---------- | ------- |
|                         | Partido Social Democrata       | 9 610  | 60,87 / 100,00  | 4,84 | 5 / 7      | 1       |
|                         | Partido Socialista             | 4 166  | 26,39 / 100,00  | 6,52 | 2 / 7      | 1       |
|                         | Coligação Democrática Unitária | 745    | 4,72 / 100,00   | 1,98 | 0 / 7      | Estável |
|                         | Partido Popular                | 638    | 4,04 / 100,00   | 0,26 | 0 / 7      | Estável |
| Votos Inválidos         | Votos Inválidos                | 628    | 3,98 / 100,00   | 0,57 |            |         |
| Total                   | Total                          | 15 787 | 100,00 / 100,00 |      | 7 / 7      |         |
| Eleitorado/Participação | Eleitorado/Participação        | 29 563 | 53,40 / 100,00  | 0,24 |            |         |

### Mealhada
| Partido                 | Partido                        | Votos  | %               | +/-  | Vereadores | +/-     |
| ----------------------- | ------------------------------ | ------ | --------------- | ---- | ---------- | ------- |
|                         | Partido Socialista             | 4 988  | 49,36 / 100,00  | 6,43 | 4 / 7      | Estável |
|                         | Partido Social Democrata       | 3 642  | 36,04 / 100,00  | 6,06 | 3 / 7      | 1       |
|                         | Coligação Democrática Unitária | 821    | 8,12 / 100,00   | 4,35 | 0 / 7      | Estável |
|                         | Partido Popular                | 123    | 1,22 / 100,00   | -    | 0 / 7      | -       |
| Votos Inválidos         | Votos Inválidos                | 531    | 5,25 / 100,00   | 1,55 |            |         |
| Total                   | Total                          | 10 105 | 100,00 / 100,00 |      | 7 / 7      |         |
| Eleitorado/Participação | Eleitorado/Participação        | 17 462 | 57,87 / 100,00  | 4,24 |            |         |

### Murtosa
| Partido                 | Partido                        | Votos | %               | +/-  | Vereadores | +/-     |
| ----------------------- | ------------------------------ | ----- | --------------- | ---- | ---------- | ------- |
|                         | Partido Social Democrata       | 3 192 | 63,51 / 100,00  | 0,11 | 4 / 5      | Estável |
|                         | Partido Socialista             | 1 497 | 29,79 / 100,00  | 3,25 | 1 / 5      | Estável |
|                         | Coligação Democrática Unitária | 91    | 1,81 / 100,00   | 0,33 | 0 / 5      | Estável |
|                         | Partido Popular                | 41    | 0,82 / 100,00   | 2,76 | 0 / 5      | Estável |
| Votos Inválidos         | Votos Inválidos                | 205   | 4,08 / 100,00   | 0,70 |            |         |
| Total                   | Total                          | 5 026 | 100,00 / 100,00 |      | 5 / 5      |         |
| Eleitorado/Participação | Eleitorado/Participação        | 8 408 | 59,78 / 100,00  | 4,19 |            |         |

### Oliveira de Azeméis
| Partido                 | Partido                        | Votos  | %               | +/-  | Vereadores | +/-     |
| ----------------------- | ------------------------------ | ------ | --------------- | ---- | ---------- | ------- |
|                         | Partido Social Democrata       | 18 413 | 49,75 / 100,00  | 6,48 | 5 / 9      | 1       |
|                         | Partido Socialista             | 12 847 | 34,71 / 100,00  | 2,06 | 4 / 9      | 1       |
|                         | Partido Popular                | 2 281  | 6,16 / 100,00   | 0,82 | 0 / 9      | Estável |
|                         | Coligação Democrática Unitária | 1 270  | 3,43 / 100,00   | 1,36 | 0 / 9      | Estável |
|                         | Partido da Nova Democracia     | 427    | 1,15 / 100,00   | Novo | 0 / 9      | Novo    |
| Votos Inválidos         | Votos Inválidos                | 1 774  | 4,79 / 100,00   | 1,09 |            |         |
| Total                   | Total                          | 37 012 | 100,00 / 100,00 |      | 9 / 9      |         |
| Eleitorado/Participação | Eleitorado/Participação        | 57 174 | 64,74 / 100,00  | 0,34 |            |         |

### Oliveira do Bairro
| Partido                 | Partido                        | Votos  | %               | +/-   | Vereadores | +/-     |
| ----------------------- | ------------------------------ | ------ | --------------- | ----- | ---------- | ------- |
|                         | Partido Social Democrata       | 5 127  | 44,18 / 100,00  | 7,85  | 4 / 7      | 1       |
|                         | Partido Popular                | 4 778  | 41,17 / 100,00  | 10,53 | 3 / 7      | 1       |
|                         | Partido Socialista             | 1 049  | 9,04 / 100,00   | 2,99  | 0 / 7      | Estável |
|                         | Coligação Democrática Unitária | 194    | 1,67 / 100,00   | 0,26  | 0 / 7      | Estável |
| Votos Inválidos         | Votos Inválidos                | 558    | 3,95 / 100,00   | 0,05  |            |         |
| Total                   | Total                          | 11 606 | 100,00 / 100,00 |       | 7 / 7      |         |
| Eleitorado/Participação | Eleitorado/Participação        | 17 877 | 64,92 / 100,00  | 0,19  |            |         |

### Ovar
| Partido                 | Partido                        | Votos  | %               | +/-     | Vereadores | +/-     |
| ----------------------- | ------------------------------ | ------ | --------------- | ------- | ---------- | ------- |
|                         | Partido Socialista             | 10 811 | 41,19 / 100,00  | 3,52    | 4 / 7      | Estável |
|                         | Partido Social Democrata       | 9 173  | 34,95 / 100,00  | 0,04    | 3 / 7      | Estável |
|                         | Independentes por Esmoriz      | 1 677  | 6,39 / 100,00   | Novo    | 0 / 7      | Novo    |
|                         | Coligação Democrática Unitária | 1 490  | 5,58 / 100,00   | 0,73    | 0 / 7      | Estável |
|                         | Bloco de Esquerda              | 1 166  | 4,44 / 100,00   | 1,13    | 0 / 7      | Estável |
|                         | Partido Popular                | 571    | 2,18 / 100,00   | 3,32    | 0 / 7      | Estável |
| Votos Inválidos         | Votos Inválidos                | 1 359  | 5,18 / 100,00   | Estável |            |         |
| Total                   | Total                          | 26 247 | 100,00 / 100,00 |         | 7 / 7      |         |
| Eleitorado/Participação | Eleitorado/Participação        | 44 089 | 59,53 / 100,00  | 1,77    |            |         |

### Santa Maria da Feira
| Partido                 | Partido                        | Votos   | %               | +/-  | Vereadores | +/-     |
| ----------------------- | ------------------------------ | ------- | --------------- | ---- | ---------- | ------- |
|                         | Partido Social Democrata       | 36 400  | 48,97 / 100,00  | 1,80 | 6 / 11     | 1       |
|                         | Partido Socialista             | 29 317  | 39,44 / 100,00  | 1,48 | 5 / 11     | 1       |
|                         | Partido Popular                | 2 321   | 3,12 / 100,00   | 2,27 | 0 / 11     | Estável |
|                         | Coligação Democrática Unitária | 1 949   | 2,62 / 100,00   | 0,31 | 0 / 11     | Estável |
|                         | Bloco de Esquerda              | 1 482   | 1,99 / 100,00   | 1,30 | 0 / 11     | Estável |
| Votos Inválidos         | Votos Inválidos                | 2 866   | 3,85 / 100,00   | 0,24 |            |         |
| Total                   | Total                          | 74 335  | 100,00 / 100,00 |      | 11 / 11    |         |
| Eleitorado/Participação | Eleitorado/Participação        | 111 493 | 66,67 / 100,00  | 0,97 |            |         |

### São João da Madeira
| Partido                 | Partido                        | Votos  | %               | +/-   | Vereadores | +/-     |
| ----------------------- | ------------------------------ | ------ | --------------- | ----- | ---------- | ------- |
|                         | Partido Social Democrata       | 6 459  | 56,25 / 100,00  | 11,62 | 5 / 7      | 1       |
|                         | Partido Socialista             | 2 270  | 19,77 / 100,00  | 0,33  | 1 / 7      | Estável |
|                         | Partido Popular                | 1 463  | 12,74 / 100,00  | 12,53 | 1 / 7      | 1       |
|                         | Coligação Democrática Unitária | 574    | 5,00 / 100,00   | 0,58  | 0 / 7      | Estável |
|                         | Bloco de Esquerda              | 297    | 2,59 / 100,00   | 1,94  | 0 / 7      | Estável |
| Votos Inválidos         | Votos Inválidos                | 419    | 3,65 / 100,00   | 1,53  |            |         |
| Total                   | Total                          | 11 482 | 100,00 / 100,00 |       | 7 / 7      |         |
| Eleitorado/Participação | Eleitorado/Participação        | 18 706 | 61,38 / 100,00  | 4,93  |            |         |

### Sever do Vouga
| Partido                 | Partido                        | Votos  | %               | +/-  | Vereadores | +/-     |
| ----------------------- | ------------------------------ | ------ | --------------- | ---- | ---------- | ------- |
|                         | Partido Socialista             | 4 235  | 50,36 / 100,00  | 7,34 | 4 / 7      | Estável |
|                         | Partido Social Democrata       | 3 297  | 39,21 / 100,00  | -    | 3 / 7      | -       |
|                         | Partido Popular                | 365    | 4,34 / 100,00   | -    | 0 / 7      | -       |
|                         | Coligação Democrática Unitária | 169    | 2,01 / 100,00   | 0,21 | 0 / 7      | Estável |
| Votos Inválidos         | Votos Inválidos                | 333    | 4,08 / 100,00   | 0,78 |            |         |
| Total                   | Total                          | 8 409  | 100,00 / 100,00 |      | 7 / 7      |         |
| Eleitorado/Participação | Eleitorado/Participação        | 11 494 | 73,16 / 100,00  | 3,53 |            |         |

### Vagos
| Partido                 | Partido                        | Votos  | %               | +/-   | Vereadores | +/-     |
| ----------------------- | ------------------------------ | ------ | --------------- | ----- | ---------- | ------- |
|                         | Partido Social Democrata       | 7 193  | 63,56 / 100,00  | 14,56 | 6 / 7      | 2       |
|                         | Partido Popular                | 2 381  | 21,04 / 100,00  | 21,54 | 1 / 7      | 2       |
|                         | Partido Socialista             | 1 099  | 9,71 / 100,00   | 4,68  | 0 / 7      | Estável |
|                         | Coligação Democrática Unitária | 160    | 1,41 / 100,00   | 0,96  | 0 / 7      | Estável |
| Votos Inválidos         | Votos Inválidos                | 484    | 4,28 / 100,00   | 1,34  |            |         |
| Total                   | Total                          | 11 317 | 100,00 / 100,00 |       | 7 / 7      |         |
| Eleitorado/Participação | Eleitorado/Participação        | 17 868 | 63,34 / 100,00  | 3,24  |            |         |

### Vale de Cambra
| Partido                 | Partido                        | Votos  | %               | +/-  | Vereadores | +/-     |
| ----------------------- | ------------------------------ | ------ | --------------- | ---- | ---------- | ------- |
|                         | Partido Social Democrata       | 6 851  | 43,97 / 100,00  | 7,50 | 4 / 7      | 1       |
|                         | Partido Popular                | 5 089  | 32,66 / 100,00  | 1,02 | 2 / 7      | Estável |
|                         | Partido Socialista             | 2 778  | 17,83 / 100,00  | 7,54 | 1 / 7      | 1       |
|                         | Coligação Democrática Unitária | 299    | 1,92 / 100,00   | 0,90 | 0 / 7      | Estável |
| Votos Inválidos         | Votos Inválidos                | 565    | 3,63 / 100,00   | 0,17 |            |         |
| Total                   | Total                          | 15 582 | 100,00 / 100,00 |      | 7 / 7      |         |
| Eleitorado/Participação | Eleitorado/Participação        | 21 732 | 71,70 / 100,00  | 1,94 |            |         |